# Élections présidentielles sous la Cinquième République dans les Vosges
Depuis l'adoption de la Constitution de la Cinquième République française en 1958, dix élections présidentielles ont eu lieu afin d'élire le président de la République. Cette page présente les résultats de ces élections dans les Vosges.

## Synthèse des résultats du second tour
Jusqu'en 1981, les Vosges votent plus au centre ou à droite que la France, plaçant en particulier Valéry Giscard d'Estaing (50,17 %) devant François Mitterrand en 1981. Le département vote ensuite dans la tendance nationale. en 2012, Nicolas Sarkozy (50,94 %) devance toutefois François Hollande. En 2017, Emmanuel Macron obtient 11 points de moins qu'au niveau national, Marine Le Pen approchant la barre des 50 % (44,74 %).
| 2022 | Emmanuel Macron (47,58 %) (France : 58,55 %) | Marine Le Pen (52,42 %) (France : 41,45 %) | 75,61 % (France : 71,99 %) | 6,38 % (France : 6,23 %) |

| 2017 | Emmanuel Macron (55,26 %) (France : 66,10 %) | Marine Le Pen (44,74 %) (France : 33,90 %) | 77,6 % (France : 77,77 %) | 2,38 % (France : 2,47 %) |

| 2012 | François Hollande (49,06 %) (France : 51,64 %) | Nicolas Sarkozy (50,94 %) (France : 48,36 %) | 82,01 % (France : 80,35 %) | 2,21 % (France : 5,82 %) |

| 2007 | Nicolas Sarkozy (54,72 %) (France : 53,06 %) | Ségolène Royal (45,28 %) (France : 46,94 %) | 84,97 % (France : 83,97 %) | 1,76 % (France : 4,20 %) |

| 2002 | Jacques Chirac (78,81 %) (France : 82,21 %) | J.-M. Le Pen (21,19 %) (France : 17,79 %) | 73,18 % (France : 79,71 %) | 4,64 % (France : 3,38 %) |

| 1995 | Jacques Chirac (51,44 %) (France : 52,64 %) | Lionel Jospin (48,56 %) (France : 47,36 %) | 81,03 % (France : 78,38 %) | 3,6 % (France : 2,81 %) |

| 1988 | François Mitterrand (54,79 %) (France : 54,02 %) | Jacques Chirac (45,21 %) (France : 45,98 % %) | 82,73 % (France : 81,35 %) | 3,11 % (France : 2,00 %) |

| 1981 | François Mitterrand (49,83 %) (France : 51,76 %) | Valéry Giscard d'Estaing (50,17 %) (France : 48,24 %) | 82,4 % (France : 81,09 %) | 2,31 % (France : 1,62 %) |

| 1974 | Valéry Giscard d'Estaing (54,28 %) (France : 50,81 %) | François Mitterrand (45,72 %) (France : 49,19 %) | 85,2 % (France : 84,23 %) | 1,57 % (France : 0,92 %) |

| 1969 | Georges Pompidou (58,83 %) (France : 58,21 %) | Alain Poher (41,17 %) (France : 41,79 %) | 77,62 % (France : 77,59 %) | 2,25 % (France : 1,29 %) |

| 1965 | Charles de Gaulle (62,9 %) (France : 55,20 %) | François Mitterrand (37,1 %) (France : 44,80 %) | 84,85 % (France : 84,75 %) | 1,61 % (France : 1,01 %) |

|  | ▲ |

## Résultats détaillés par scrutin

### 2022
Arrivé en tête du premier tour, le président sortant Emmanuel Macron (27,85 %) affronte Marine Le Pen (23,15 %), un duel identique à celui du scrutin de 2017. C'est la deuxième fois qu'un second tour opposant les mêmes candidats à deux scrutins présidentiels consécutifs a lieu après ceux où se sont affrontés Valéry Giscard d'Estaing et François Mitterrand en 1974 et 1981.
En troisième position avec 21,95 % des voix, Jean-Luc Mélenchon réalise le score le plus élevé de ses trois candidatures et arrive largement en tête de la gauche, mais échoue à accéder au second tour, avec environ 400 000 voix de moins que Marine Le Pen.
Une nouvelle fois, les partis politiques traditionnels sont absents du second tour, dans des proportions encore plus importantes que lors de la précédente élection. Le Parti socialiste et Les Républicains, représentés respectivement par Anne Hidalgo et Valérie Pécresse, s'effondrent avec des scores historiquement faibles et n'atteignent pas le seuil des 5 %, condition permettant d'être remboursé des frais de campagne.
Pour la première fois, les candidatures classées à l'extrême droite dépassent le seuil de 30 % des suffrages exprimés au premier tour. La campagne est marquée à ses débuts par l'irruption sur la scène politique d'Éric Zemmour, dont la candidature fait concurrence à Marine Le Pen sur sa droite. Malgré des sondages initialement favorables, le candidat et fondateur de Reconquête arrive finalement loin derrière, en quatrième place. Les sondages d'opinion laissent également annoncer un duel serré entre le président sortant et Marine Le Pen, la possibilité d'une victoire pour cette dernière étant pour la première fois envisagée par ceux-ci.
Le second tour voit Emmanuel Macron l'emporter par 58,55 % des suffrages exprimés, permettant ainsi au président sortant d'entamer un second mandat. Le septennat ayant été aboli en 2000, il devient ainsi le premier président de la République française à être réélu pour un deuxième quinquennat, le deuxième président de la Cinquième République réélu hors période de cohabitation et le quatrième président de la Cinquième République réélu.
Dans les Vosges, Marine Le Pen arrive en tête du premier tour avec 32,23% des exprimés, suivie de Emmanuel Macron (25,25%), Jean-Luc Mélenchon (16,64 %) et Éric Zemmour (6,47%). Au second tour, les électeurs ont voté à 52,42% pour Marine Le Pen contre 47,58% pour Emmanuel Macron avec un taux de participation de 75,61% des inscrits.
| Candidats                | Candidats                | Partis                   | Premier tour | Premier tour | Second tour | Second tour |
| Candidats                | Candidats                | Partis                   | Voix         | %            | Voix        | %           |
| ------------------------ | ------------------------ | ------------------------ | ------------ | ------------ | ----------- | ----------- |
|                          | Marine Le Pen            | RN                       | 65 646       | 32,23        | 100 853     | 52,42       |
|                          | Emmanuel Macron          | LREM                     | 51 432       | 25,25        | 91 542      | 47,58       |
|                          | Jean-Luc Mélenchon       | LFI                      | 32 655       | 16,03        |             |             |
|                          | Éric Zemmour             | REC                      | 13 184       | 6,47         |             |             |
|                          | Valérie Pécresse         | LR                       | 9 344        | 4,59         |             |             |
|                          | Yannick Jadot            | EELV                     | 7 562        | 3,71         |             |             |
|                          | Jean Lassalle            | RES                      | 7 203        | 3,54         |             |             |
|                          | Nicolas Dupont-Aignan    | DLF                      | 6 152        | 3,02         |             |             |
|                          | Fabien Roussel           | PCF                      | 3 847        | 1,89         |             |             |
|                          | Anne Hidalgo             | PS                       | 3 114        | 1,53         |             |             |
|                          | Philippe Poutou          | NPA                      | 1 986        | 0,97         |             |             |
|                          | Nathalie Arthaud         | LO                       | 1 569        | 0,77         |             |             |
|                          |                          |                          |              |              |             |             |
| Votes valides            | Votes valides            | Votes valides            | 203 694      | 97,46        | 192 395     | 91,56       |
| Votes blancs             | Votes blancs             | Votes blancs             | 3 431        | 1,64         | 12 592      | 5,99        |
| Votes nuls               | Votes nuls               | Votes nuls               | 1 874        | 0,90         | 5 153       | 2,45        |
| Total                    | Total                    | Total                    | 208 999      | 100          | 210 140     | 100         |
| Abstention               | Abstention               | Abstention               | 68 914       | 24,80        | 67 785      | 24,39       |
| Inscrits / participation | Inscrits / participation | Inscrits / participation | 277 913      | 75,20        | 277 925     | 75,61       |

### 2017
Le premier tour de l'élection présidentielle de 2017 voit s'affronter onze candidats. Emmanuel Macron arrive en tête devant Marine Le Pen et tous deux se qualifient pour le second tour. Néanmoins, avec François Fillon et Jean-Luc Mélenchon, les scores des quatre candidats ayant recueilli le plus de voix sont serrés (4,43 points entre le 1er et le 4e). Pour la première fois, aucun des candidats des deux partis politiques pourvoyeurs jusque-là des présidents de la Ve République, n'est présent au second tour. Celui-ci se tient le dimanche 7 mai et se solde par la victoire d'Emmanuel Macron, avec un total de 20 753 798 bulletins de vote en sa faveur, soit 66,10 % des suffrages exprimés, face à la candidate du Front national, qui recueille 33,90 %. Le scrutin est néanmoins marqué par une forte abstention et par un record de votes blancs ou nuls.
Dans les Vosges, Marine Le Pen arrive en tête du premier tour avec 29,12 % des exprimés, suivie de Emmanuel Macron (19,86 %), François Fillon (18,03 %), Jean-Luc Mélenchon (16,64 %) et Nicolas Dupont-Aignan (6,53 %). Au second tour, les électeurs ont voté à 55,26 % pour Emmanuel Macron contre 44,74 % pour Marine Le Pen avec un taux de participation de 77,6 % des inscrits.
|             | FN          | Marine Le Pen         | 63 924  | 29,12 %    | 85 894  | 44,74 %    |  |  |
|             | EM          | Emmanuel Macron       | 43 604  | 19,86 %    | 106 076 | 55,26 %    |  |  |
|             | LR          | François Fillon       | 39 579  | 18,03 %    |         |            |  |  |
|             | LFI         | Jean-Luc Mélenchon    | 36 524  | 16,64 %    |         |            |  |  |
|             | DLF         | Nicolas Dupont-Aignan | 14 323  | 6,53 %     |         |            |  |  |
|             | PS          | Benoît Hamon          | 10 887  | 4,96 %     |         |            |  |  |
|             | NPA         | Philippe Poutou       | 3 229   | 1,47 %     |         |            |  |  |
|             | RES         | Jean Lassalle         | 2 750   | 1,25 %     |         |            |  |  |
|             | UPR         | François Asselineau   | 2 223   | 1,01 %     |         |            |  |  |
|             | LO          | Nathalie Arthaud      | 2 004   | 0,91 %     |         |            |  |  |
|             | SeP         | Jacques Cheminade     | 455     | 0,21 %     |         |            |  |  |
|             |             |                       |         |            |         |            |  |  |
|             |             |                       | Nombre  | % inscrits | Nombre  | % inscrits |  |  |
| Inscrits    | Inscrits    | Inscrits              | 282 612 |            | 282 532 |            |  |  |
| Abstentions | Abstentions | Abstentions           | 56 393  | 19,95 %    | 63 279  | 22,4 %     |  |  |
| Votants     | Votants     | Votants               | 226 219 | 80,05 %    | 219 253 | 77,6 %     |  |  |
|             |             |                       |         |            |         |            |  |  |
|             |             |                       |         | % votants  |         | % votants  |  |  |
| Blancs      | Blancs      | Blancs                | 4 720   | 1,67 %     | 19 215  | 6,8 %      |  |  |
| Nuls        | Nuls        | Nuls                  | 1 997   | 0,71 %     | 8 068   | 2,86 %     |  |  |
| Exprimés    | Exprimés    | Exprimés              | 219 502 | 77,67 %    | 191 970 | 67,95 %    |  |  |

### 2012
Hollande, désigné par le PS à la suite d'une primaire ouverte, devance Sarkozy dès le premier tour de l'élection présidentielle de 2012 : c'est la première fois qu'un président sortant est ainsi devancé. Au second tour, Sarkozy est battu mais par un écart plus faible qu'attendu.
Dans les Vosges, Nicolas Sarkozy arrive en tête du premier tour avec 25,32 % des exprimés, suivi de François Hollande (24,68 %), Marine Le Pen (24,18 %), Jean-Luc Mélenchon (9,68 %) et François Bayrou (9,4 %). Au second tour, les électeurs ont voté à 49,06 % pour François Hollande contre 50,94 % pour Nicolas Sarkozy avec un taux de participation de 81,94 % des inscrits.
|                | UMP            | Nicolas Sarkozy       | 57 964  | 25,32 %    | 109 404 | 50,94 %    |  |  |
|                | PS             | François Hollande     | 56 495  | 24,68 %    | 105 371 | 49,06 %    |  |  |
|                | FN             | Marine Le Pen         | 55 339  | 24,18 %    |         |            |  |  |
|                | FG             | Jean-Luc Mélenchon    | 22 162  | 9,68 %     |         |            |  |  |
|                | MoDem          | François Bayrou       | 21 516  | 9,4 %      |         |            |  |  |
|                | DLF            | Nicolas Dupont-Aignan | 5 450   | 2,38 %     |         |            |  |  |
|                | EELV           | Éva Joly              | 4 026   | 1,76 %     |         |            |  |  |
|                | NPA            | Philippe Poutou       | 3 573   | 1,56 %     |         |            |  |  |
|                | LO             | Nathalie Arthaud      | 1 716   | 0,75 %     |         |            |  |  |
|                | S&P            | Jacques Cheminade     | 661     | 0,29 %     |         |            |  |  |
|                |                |                       |         |            |         |            |  |  |
|                |                |                       | Nombre  | % inscrits | Nombre  | % inscrits |  |  |
| Inscrits       | Inscrits       | Inscrits              | 285 410 |            | 285 407 |            |  |  |
| Abstentions    | Abstentions    | Abstentions           | 51 334  | 17,99 %    | 51 553  | 18,06 %    |  |  |
| Votants        | Votants        | Votants               | 234 076 | 82,01 %    | 233 854 | 81,94 %    |  |  |
|                |                |                       |         |            |         |            |  |  |
|                |                |                       |         | % votants  |         | % votants  |  |  |
| Blancs ou nuls | Blancs ou nuls | Blancs ou nuls        | 5 174   | 2,21 %     | 19 079  | 8,16 %     |  |  |
| Exprimés       | Exprimés       | Exprimés              | 228 902 | 97,79 %    | 214 775 | 97,79 %    |  |  |

### 2007
Au premier tour de l'élection présidentielle de 2007, Sarkozy réussit à capter une partie des voix de Le Pen et arrive largement en tête. Royal est la première femme qualifiée pour le second tour d'une élection présidentielle. Elle est battue avec une avance de 6 points.
Dans les Vosges, Nicolas Sarkozy arrive en tête du premier tour avec 29,05 % des exprimés, suivi de Ségolène Royal (22,77 %), François Bayrou (17,72 %), Jean-Marie Le Pen (15,66 %) et Olivier Besancenot (4,93 %). Au second tour, les électeurs ont voté à 54,72 % pour Nicolas Sarkozy contre 45,28 % pour Ségolène Royal avec un taux de participation de 84,24 % des inscrits.
|                | UMP            | Nicolas Sarkozy      | 70 018  | 29,05 %    | 125 734 | 54,72 %    |  |  |
|                | PS             | Ségolène Royal       | 54 882  | 22,77 %    | 104 024 | 45,28 %    |  |  |
|                | UDF            | François Bayrou      | 42 703  | 17,72 %    |         |            |  |  |
|                | FN             | Jean-Marie Le Pen    | 37 749  | 15,66 %    |         |            |  |  |
|                | LCR            | Olivier Besancenot   | 11 875  | 4,93 %     |         |            |  |  |
|                | MPF            | Philippe de Villiers | 6 129   | 2,54 %     |         |            |  |  |
|                | LO             | Arlette Laguiller    | 4 305   | 1,79 %     |         |            |  |  |
|                | Les Verts      | Dominique Voynet     | 3 822   | 1,59 %     |         |            |  |  |
|                | SE             | José Bové            | 3 571   | 1,48 %     |         |            |  |  |
|                | GPA            | Marie-George Buffet  | 2 627   | 1,09 %     |         |            |  |  |
|                | CPNT           | Frédéric Nihous      | 2 450   | 1,02 %     |         |            |  |  |
|                | CNRSP          | Gérard Schivardi     | 889     | 0,37 %     |         |            |  |  |
|                |                |                      |         |            |         |            |  |  |
|                |                |                      | Nombre  | % inscrits | Nombre  | % inscrits |  |  |
| Inscrits       | Inscrits       | Inscrits             | 288 720 |            | 288 654 |            |  |  |
| Abstentions    | Abstentions    | Abstentions          | 43 384  | 15,03 %    | 45 490  | 15,76 %    |  |  |
| Votants        | Votants        | Votants              | 245 336 | 84,97 %    | 243 164 | 84,24 %    |  |  |
|                |                |                      |         |            |         |            |  |  |
|                |                |                      |         | % votants  |         | % votants  |  |  |
| Blancs ou nuls | Blancs ou nuls | Blancs ou nuls       | 4 316   | 1,76 %     | 13 406  | 5,51 %     |  |  |
| Exprimés       | Exprimés       | Exprimés             | 241 020 | 98,24 %    | 229 758 | 94,49 %    |  |  |

### 2002
Après cinq années de cohabitation, un duel est attendu entre Chirac et le Premier ministre Jospin lors de l'élection présidentielle de 2002, mais, à la surprise générale, ce dernier est devancé par Le Pen au premier tour. Au second tour, Chirac bénéficie du ralliement de la gauche et reçoit un score sans précédent. Il s'agit de la première élection pour un mandat de cinq ans et non plus sept.
Dans les Vosges, Jean-Marie  Le Pen arrive en tête du premier tour avec 20,93 % des exprimés, suivi de Jacques  Chirac (19,21 %), Lionel  Jospin (14,23 %), Arlette Laguiller (6,77 %) et François Bayrou (6,36 %). Au second tour, les électeurs ont voté à 78,81 % pour Jacques  Chirac contre 21,19 % pour Jean-Marie  Le Pen avec un taux de participation de 80,76 % des inscrits.
|                | FN             | Jean-Marie Le Pen       | 41 345  | 20,93 %    | 45 326  | 21,19 %    |  |  |
|                | RPR            | Jacques Chirac          | 37 942  | 19,21 %    | 168 540 | 78,81 %    |  |  |
|                | PS             | Lionel Jospin           | 28 108  | 14,23 %    |         |            |  |  |
|                | LO             | Arlette Laguiller       | 13 383  | 6,77 %     |         |            |  |  |
|                | UDF            | François Bayrou         | 12 571  | 6,36 %     |         |            |  |  |
|                | MC             | Jean-Pierre Chevènement | 10 860  | 5,5 %      |         |            |  |  |
|                | LCR            | Olivier Besancenot      | 10 051  | 5,09 %     |         |            |  |  |
|                | Les Verts      | Noël Mamère             | 8 952   | 4,53 %     |         |            |  |  |
|                | DL             | Alain Madelin           | 7 799   | 3,95 %     |         |            |  |  |
|                | CPNT           | Jean Saint-Josse        | 6 257   | 3,17 %     |         |            |  |  |
|                | MNR            | Bruno Mégret            | 5 533   | 2,8 %      |         |            |  |  |
|                | PC             | Robert Hue              | 4 133   | 2,09 %     |         |            |  |  |
|                | Cap21          | Corinne Lepage          | 3 681   | 1,86 %     |         |            |  |  |
|                | PRG            | Christiane Taubira      | 3 206   | 1,62 %     |         |            |  |  |
|                | FRS            | Christine Boutin        | 2 666   | 1,35 %     |         |            |  |  |
|                | PT             | Daniel Gluckstein       | 1 070   | 0,54 %     |         |            |  |  |
|                |                |                         |         |            |         |            |  |  |
|                |                |                         | Nombre  | % inscrits | Nombre  | % inscrits |  |  |
| Inscrits       | Inscrits       | Inscrits                | 283 085 |            | 283 163 |            |  |  |
| Abstentions    | Abstentions    | Abstentions             | 75 922  | 26,82 %    | 54 489  | 19,24 %    |  |  |
| Votants        | Votants        | Votants                 | 207 163 | 73,18 %    | 228 674 | 80,76 %    |  |  |
|                |                |                         |         |            |         |            |  |  |
|                |                |                         |         | % votants  |         | % votants  |  |  |
| Blancs ou nuls | Blancs ou nuls | Blancs ou nuls          | 9 606   | 4,64 %     | 14 808  | 6,48 %     |  |  |
| Exprimés       | Exprimés       | Exprimés                | 197 557 | 95,36 %    | 213 866 | 93,52 %    |  |  |

### 1995
Après une nouvelle cohabitation et alors que la droite est particulièrement divisée entre Chirac et le Premier ministre Balladur, Jospin réussit à arriver en tête au premier tour de l'élection présidentielle de 1995, malgré la très lourde défaite de la gauche aux législatives de 1993. Au second tour, il est battu par Chirac.
Dans les Vosges, Lionel Jospin arrive en tête du premier tour avec 22,01 % des exprimés, suivi de Jean-Marie Le Pen (19,98 %), Jacques Chirac (19,78 %), Édouard Balladur (17,99 %) et Robert Hue (5,7 %). Au second tour, les électeurs ont voté à 51,44 % pour Jacques Chirac contre 48,56 % pour Lionel Jospin avec un taux de participation de 81,87 % des inscrits.
|                | PS             | Lionel Jospin        | 47 960  | 22,01 %    | 102 807 | 48,56 %    |  |  |
|                | FN             | Jean-Marie Le Pen    | 43 539  | 19,98 %    |         |            |  |  |
|                | RPR            | Jacques Chirac       | 43 094  | 19,78 %    | 108 887 | 51,44 %    |  |  |
|                | RPR            | Édouard Balladur     | 39 203  | 17,99 %    |         |            |  |  |
|                | PC             | Robert Hue           | 12 413  | 5,7 %      |         |            |  |  |
|                | LO             | Arlette Laguiller    | 12 064  | 5,54 %     |         |            |  |  |
|                | MPF            | Philippe de Villiers | 11 190  | 5,14 %     |         |            |  |  |
|                | Les Verts      | Dominique Voynet     | 7 680   | 3,53 %     |         |            |  |  |
|                | S&P            | Jacques Cheminade    | 723     | 0,33 %     |         |            |  |  |
|                |                |                      |         |            |         |            |  |  |
|                |                |                      | Nombre  | % inscrits | Nombre  | % inscrits |  |  |
| Inscrits       | Inscrits       | Inscrits             | 278 909 |            | 278 851 |            |  |  |
| Abstentions    | Abstentions    | Abstentions          | 52 907  | 18,97 %    | 50 566  | 18,13 %    |  |  |
| Votants        | Votants        | Votants              | 226 002 | 81,03 %    | 228 285 | 81,87 %    |  |  |
|                |                |                      |         |            |         |            |  |  |
|                |                |                      |         | % votants  |         | % votants  |  |  |
| Blancs ou nuls | Blancs ou nuls | Blancs ou nuls       | 8 136   | 3,6 %      | 16 591  | 7,27 %     |  |  |
| Exprimés       | Exprimés       | Exprimés             | 217 866 | 96,4 %     | 211 694 | 92,73 %    |  |  |

### 1988
Après deux ans de cohabitation, Mitterrand affronte le Premier ministre Chirac lors de l'élection présidentielle de 1988. Le Pen obtient au premier tour un score jusque-là sans précédent pour un parti d'extrême droite. Au second tour, Mitterrand est facilement réélu.
Dans les Vosges, François Mitterrand arrive en tête du premier tour avec 35,38 % des exprimés, suivi de Jacques Chirac (19,19 %), Raymond Barre (17,36 %), Jean-Marie Le Pen (14,89 %) et Antoine Waechter (4,81 %). Au second tour, les électeurs ont voté à 54,79 % pour François Mitterrand contre 45,21 % pour Jacques Chirac avec un taux de participation de 85,75 % des inscrits.
|                | PS                    | François Mitterrand | 78 034  | 35,38 %    | 123 281 | 54,79 %    |  |  |
|                | RPR                   | Jacques Chirac      | 42 324  | 19,19 %    | 101 713 | 45,21 %    |  |  |
|                | SE                    | Raymond Barre       | 38 298  | 17,36 %    |         |            |  |  |
|                | FN                    | Jean-Marie Le Pen   | 32 837  | 14,89 %    |         |            |  |  |
|                | Les Verts             | Antoine Waechter    | 10 612  | 4,81 %     |         |            |  |  |
|                | PC                    | André Lajoinie      | 8 666   | 3,93 %     |         |            |  |  |
|                | LO                    | Arlette Laguiller   | 5 612   | 2,54 %     |         |            |  |  |
|                | Communiste rénovateur | Pierre Juquin       | 3 190   | 1,45 %     |         |            |  |  |
|                | MPT                   | Pierre Boussel      | 1 009   | 0,46 %     |         |            |  |  |
|                |                       |                     |         |            |         |            |  |  |
|                |                       |                     | Nombre  | % inscrits | Nombre  | % inscrits |  |  |
| Inscrits       | Inscrits              | Inscrits            | 275 186 |            | 275 142 |            |  |  |
| Abstentions    | Abstentions           | Abstentions         | 47 525  | 17,27 %    | 39 217  | 14,25 %    |  |  |
| Votants        | Votants               | Votants             | 227 661 | 82,73 %    | 235 925 | 85,75 %    |  |  |
|                |                       |                     |         |            |         |            |  |  |
|                |                       |                     |         | % votants  |         | % votants  |  |  |
| Blancs ou nuls | Blancs ou nuls        | Blancs ou nuls      | 7 079   | 3,11 %     | 10 931  | 4,63 %     |  |  |
| Exprimés       | Exprimés              | Exprimés            | 220 582 | 96,89 %    | 224 994 | 95,37 %    |  |  |

### 1981
Lors de l'élection présidentielle de 1981, Giscard d'Estaing arrive en tête au premier tour et affronte, comme la fois précédente, Mitterrand. Pour la première fois, un président sortant est battu : Mitterrand devient le premier président de gauche de la Ve République.
Dans les Vosges, Valéry Giscard d'Estaing arrive en tête du premier tour avec 29,92 % des exprimés, suivi de François Mitterrand (27,11 %), Jacques Chirac (18,31 %), Georges Marchais (11,51 %) et Brice Lalonde (3,75 %). Au second tour, les électeurs ont voté à 54,28 % pour Valéry Giscard d'Estaing contre 49,83 % pour François Mitterrand avec un taux de participation de 87,78 % des inscrits.
|                | UDF            | Valéry Giscard d'Estaing | 65 333  | 29,92 %    | 115 611 | 50,17 %    |  |  |
|                | PS             | François Mitterrand      | 59 205  | 27,11 %    | 114 808 | 49,83 %    |  |  |
|                | RPR            | Jacques Chirac           | 39 975  | 18,31 %    |         |            |  |  |
|                | PC             | Georges Marchais         | 25 136  | 11,51 %    |         |            |  |  |
|                | MEP            | Brice Lalonde            | 8 182   | 3,75 %     |         |            |  |  |
|                | LO             | Arlette Laguiller        | 7 031   | 3,22 %     |         |            |  |  |
|                | Divers droite  | Michel Debré             | 4 364   | 2 %        |         |            |  |  |
|                | MRG            | Michel Crépeau           | 3 777   | 1,73 %     |         |            |  |  |
|                | Divers droite  | Marie-France Garaud      | 3 172   | 1,45 %     |         |            |  |  |
|                | PSU            | Huguette Bouchardeau     | 2 188   | 1 %        |         |            |  |  |
|                |                |                          |         |            |         |            |  |  |
|                |                |                          | Nombre  | % inscrits | Nombre  | % inscrits |  |  |
| Inscrits       | Inscrits       | Inscrits                 | 271 274 |            | 271 204 |            |  |  |
| Abstentions    | Abstentions    | Abstentions              | 47 751  | 17,6 %     | 33 150  | 12,22 %    |  |  |
| Votants        | Votants        | Votants                  | 223 523 | 82,4 %     | 238 054 | 87,78 %    |  |  |
|                |                |                          |         |            |         |            |  |  |
|                |                |                          |         | % votants  |         | % votants  |  |  |
| Blancs ou nuls | Blancs ou nuls | Blancs ou nuls           | 5 160   | 2,31 %     | 7 635   | 3,21 %     |  |  |
| Exprimés       | Exprimés       | Exprimés                 | 218 363 | 97,69 %    | 230 419 | 96,79 %    |  |  |

### 1974
L'élection présidentielle de 1974 est une élection anticipée à la suite de la mort de Pompidou. Mitterrand, candidat unique de la gauche, est largement en tête au premier tour devant Giscard d'Estaing, qui distance lui-même Chaban-Delmas. Au terme d'une campagne animée, marquée par un débat télévisé tendu, Giscard d'Estaing l'emporte avec une très courte avance.
Dans les Vosges, François Mitterrand arrive en tête du premier tour avec 40,08 % des exprimés, suivi de Valéry Giscard d'Estaing (37,59 %), Jacques Chaban-Delmas (12,64 %), Arlette Laguiller (3,12 %) et Jean Royer (2,9 %). Au second tour, les électeurs ont voté à 54,28 % pour Valéry Giscard d'Estaing contre 45,72 % pour François Mitterrand avec un taux de participation de 87,91 % des inscrits.
|                | PS             | François Mitterrand      | 80 260  | 40,08 %    | 94 842  | 45,72 %    |  |  |
|                | RI             | Valéry Giscard d'Estaing | 75 278  | 37,59 %    | 112 579 | 54,28 %    |  |  |
|                | UDR            | Jacques Chaban-Delmas    | 25 317  | 12,64 %    |         |            |  |  |
|                | LO             | Arlette Laguiller        | 6 257   | 3,12 %     |         |            |  |  |
|                | SE             | Jean Royer               | 5 801   | 2,9 %      |         |            |  |  |
|                | SE, écologiste | René Dumont              | 2 222   | 1,11 %     |         |            |  |  |
|                | MDSF           | Émile Muller             | 2 203   | 1,1 %      |         |            |  |  |
|                | FN             | Jean-Marie Le Pen        | 1 260   | 0,63 %     |         |            |  |  |
|                | FCR            | Alain Krivine            | 735     | 0,37 %     |         |            |  |  |
|                | NAR            | Bertrand Renouvin        | 454     | 0,23 %     |         |            |  |  |
|                | MFE            | Jean-Claude Sebag        | 351     | 0,18 %     |         |            |  |  |
|                |                |                          |         |            |         |            |  |  |
|                |                |                          | Nombre  | % inscrits | Nombre  | % inscrits |  |  |
| Inscrits       | Inscrits       | Inscrits                 | 238 801 |            | 239 744 |            |  |  |
| Abstentions    | Abstentions    | Abstentions              | 35 350  | 14,8 %     | 28 983  | 12,09 %    |  |  |
| Votants        | Votants        | Votants                  | 203 451 | 85,2 %     | 210 761 | 87,91 %    |  |  |
|                |                |                          |         |            |         |            |  |  |
|                |                |                          |         | % votants  |         | % votants  |  |  |
| Blancs ou nuls | Blancs ou nuls | Blancs ou nuls           | 3 201   | 1,57 %     | 3 340   | 1,58 %     |  |  |
| Exprimés       | Exprimés       | Exprimés                 | 200 250 | 98,43 %    | 207 421 | 98,42 %    |  |  |

### 1969
L'élection présidentielle de 1969 est une élection anticipée à la suite de la démission de De Gaulle. La gauche se lance désunie dans la course et, bien que Duclos (PCF) manque de le devancer, c'est le président par intérim Poher qui accède au second tour face à l'ex-Premier ministre Pompidou. Alors que Duclos refuse d'appeler à voter au second tour pour « bonnet blanc ou blanc bonnet », Pompidou est finalement largement élu.
Dans les Vosges, Georges Pompidou arrive en tête du premier tour avec 48,34 % des exprimés, suivi de Alain Poher (24,91 %), Jacques Duclos (16,5 %), Gaston Defferre (4,12 %) et Michel Rocard (3,4 %). Au second tour, les électeurs ont voté à 58,83 % pour Georges Pompidou contre 41,17 % pour Alain Poher avec un taux de participation de 72,68 % des inscrits.
|                | UDR            | Georges Pompidou | 85 630  | 48,34 %    | 94 010  | 58,83 %    |  |  |
|                | CD             | Alain Poher      | 44 133  | 24,91 %    | 65 793  | 41,17 %    |  |  |
|                | PC             | Jacques Duclos   | 29 236  | 16,5 %     |         |            |  |  |
|                | SFIO           | Gaston Defferre  | 7 292   | 4,12 %     |         |            |  |  |
|                | PSU            | Michel Rocard    | 6 019   | 3,4 %      |         |            |  |  |
|                | SE             | Louis Ducatel    | 2 568   | 1,45 %     |         |            |  |  |
|                | LC             | Alain Krivine    | 2 280   | 1,29 %     |         |            |  |  |
|                |                |                  |         |            |         |            |  |  |
|                |                |                  | Nombre  | % inscrits | Nombre  | % inscrits |  |  |
| Inscrits       | Inscrits       | Inscrits         | 233 502 |            | 233 654 |            |  |  |
| Abstentions    | Abstentions    | Abstentions      | 52 258  | 22,38 %    | 63 835  | 27,32 %    |  |  |
| Votants        | Votants        | Votants          | 181 244 | 77,62 %    | 169 819 | 72,68 %    |  |  |
|                |                |                  |         |            |         |            |  |  |
|                |                |                  |         | % votants  |         | % votants  |  |  |
| Blancs ou nuls | Blancs ou nuls | Blancs ou nuls   | 4 086   | 2,25 %     | 10 016  | 5,9 %      |  |  |
| Exprimés       | Exprimés       | Exprimés         | 177 158 | 97,75 %    | 159 803 | 94,1 %     |  |  |

### 1965
L'élection présidentielle de 1965 est la première élection au suffrage universel direct à la suite du référendum d'octobre 1962. De Gaulle est mis en ballottage, à la surprise générale, par Mitterrand, candidat unique de la gauche. La campagne du second tour est axée sur l'Europe et les relations internationales ainsi que sur l'armement nucléaire. De Gaulle est finalement réélu avec une large avance.
Dans les Vosges, Charles de Gaulle arrive en tête du premier tour avec 52,47 % des exprimés, suivi de François Mitterrand (25,33 %), Jean Lecanuet (15,86 %), Jean-Louis Tixier-Vignancour (3,64 %) et Marcel Barbu (1,41 %). Au second tour, les électeurs ont voté à 62,9 % pour Charles de Gaulle contre 37,1 % pour François Mitterrand avec un taux de participation de 85,01 % des inscrits.
|                | UNR            | Charles de Gaulle            | 100 826 | 52,47 %    | 119 353 | 62,9 %     |  |  |
|                | CIR            | François Mitterrand          | 48 664  | 25,33 %    | 70 385  | 37,1 %     |  |  |
|                | MRP            | Jean Lecanuet                | 30 475  | 15,86 %    |         |            |  |  |
|                | SE             | Jean-Louis Tixier-Vignancour | 7 002   | 3,64 %     |         |            |  |  |
|                | SE             | Marcel Barbu                 | 2 716   | 1,41 %     |         |            |  |  |
|                | PLE            | Pierre Marcilhacy            | 2 462   | 1,28 %     |         |            |  |  |
|                |                |                              |         |            |         |            |  |  |
|                |                |                              | Nombre  | % inscrits | Nombre  | % inscrits |  |  |
| Inscrits       | Inscrits       | Inscrits                     | 230 176 |            | 230 152 |            |  |  |
| Abstentions    | Abstentions    | Abstentions                  | 34 880  | 15,15 %    | 34 490  | 14,99 %    |  |  |
| Votants        | Votants        | Votants                      | 195 296 | 84,85 %    | 195 662 | 85,01 %    |  |  |
|                |                |                              |         |            |         |            |  |  |
|                |                |                              |         | % votants  |         | % votants  |  |  |
| Blancs ou nuls | Blancs ou nuls | Blancs ou nuls               | 3 151   | 1,61 %     | 5 924   | 3,03 %     |  |  |
| Exprimés       | Exprimés       | Exprimés                     | 192 145 | 98,39 %    | 189 738 | 96,97 %    |  |  |